# Drávacsepely
Drávacsepely je selo u južnoj Mađarskoj.
Zauzima površinu od 6,60 km četvornih.

## Zemljopisni položaj
Nalazi se na 45° 49' 45" sjeverne zemljopisne širine i 18° 8' 19" istočne zemljopisne dužine, par km južno od Vilanjske planine, 4 km sjeverno od Drave i granice s Republikom Hrvatskom. Najbliže naselje u RH je Donji Miholjac koji se nalazi 6,5 km jugoistočno.
Kémes je 1,5 km zapadno, Drávapiski su 2 km sjeverozapadno, Rádfalva je 1,5 km sjeverno-sjeverozapadno, Visov je 4 km sjeveroistočno, Sredalj je 1,5 km istočno, Čeja je 2 km jugoistočno, Tišna je 1,5 km, a Spornica 2 km jugozapadno.

## Upravna organizacija
Upravno pripada Šikloškoj mikroregiji u Baranjskoj županiji. Poštanski broj je 7846.

## Povijest
Selo se u povijesnim dokumentima prvi put spominje 1177. pod imenom Chepely. Bilo je selom uz utvrdu.
Seosko stanovništvo se za vrijeme tatarskog pohoda na Ugarsku i Hrvatsku sklonilo u dravske močvare. Nakon što su Tatari otišli, selo je obnovljeno.
Drávacsepely je opustio za vrijeme Turskog Carstva. Otprilike u to vrijeme su katolički stanovnici ovog sela prešli na kalvinizam.

## Promet
Sjevernim rubom sela prolazi pruga Barča-Šeljin-Mohač. U selu je željeznička postaja.

## Stanovništvo
Drávacsepely ima 238 stanovnika (2001.). Mađari su većina. Romi čine 1,6% stanovnika i u selu imaju manjinsku samoupravu. 61,5% stanovnika su rimokatolici, 29% su kalvinisti te ostali.

## Vanjske poveznice
- Drávacsepely na fallingrain.com